# Leyton House Racing
Leyton House Racing a fost o echipă de Formula 1 care a concurat in campionatul mondial între 1990 și 1991.

## Palmares în Formula 1
| Sezon | Piloți                                                                 | Puncte | Loc clasament general |
| ----- | ---------------------------------------------------------------------- | ------ | --------------------- |
| 1991  | Maurício Gugelmin / Ivan Capelli (14 curse); Karl Wendlinger (2 curse) | 1      | 12                    |
| 1990  | Maurício Gugelmin / Ivan Capelli                                       | 7      | 7                     |